# ジュリオ・ビッツォゼロ
ジュリオ・ビッツォゼロ（Giulio Bizzozero、イタリア語発音: [ˈdʒuːljo bidˈdzɔddzero] ; 1846年3月20日 – 1901年4月8日）は、イタリアの医師、医学者。組織学の先駆者であり、血小板という用語の造語と凝固における機能の特定で知られる。

## 経歴
ビッツォゼロは、現在のロンバルディア州ヴァレーゼにて、父フェリーチェ・ビッツォゼロと母カロリーナ・ヴェラッティの間に生まれた。家族はリソルジメントに関与し、兄のチェーザレはオーストリアと戦い、母カロリーナはボランティアの看護師を務めた。高校卒業後、パヴィア大学で医学を学び、パオロ・マンテガッツァ（1831-1910）と顕微鏡学者のエウゼビオ・オエルの指導の下、組織学的および組織病理学の研究を行った。1866年に20歳でパヴィア大学を卒業する。その後、ベルリンのルドルフ・フィルヒョウとチューリッヒのハインリッヒ・フレイを旅して働く。1867年、彼はパヴィア大学の一般病理学および組織学の責任者に選出された。この研究所は、カミッロ・ゴルジ（1843年から1926年）に代表される、多くの重要なイタリアの研究者を養成した。
1872年、26歳でトリノ大学に移り、一般病理学研究所を設立する。トリノにいる間、彼は衛生と水の供給を改善するために働いた。トリノの研究室で働いて勉強した医師の中には、エドアルド・バッシーニ（1844-1924）とカルロ・フォルラニーニ（1847-1918）がいた。 
1901年4月、彼は肺炎で亡くなった。業績により、ビッツォゼロは1890年にウンベルト1世によって終身上院議員に指名された。

## 業績
ビッツォゼロは、組織学、より一般的には医学研究における顕微鏡を使用をした先駆者の一人である。彼は消化性潰瘍の原因となる細菌のヘリコバクターピロリ（1892年）の、初期の説明で知られている（この事実は1990年代まで一般的に受け入れられていなかった）。 
1869年に彼は貧血の治療における輸血の価値に注目した。1881年に彼は血小板を、赤血球と白血球に続く血液中の3番目の要素として説明した。血小板は1865年にマックス・シュルツェによって記述されていたが、ビッツォゼロはそれらの機能を特定した。彼はそれらをプチプラーク（イタリア語）、プラケット（フランス語）そしてブルートゥプラットチェニン（ドイツ語）と呼んだ。彼は、現在フィブリンとして知られている、糸のような構造の形成を伴う凝集、および凝集による凝固における役割を示した 。
ビッツォゼロによる他の重要な研究には、骨髄の造血の研究、眼の食作用を含む研究、および表皮の有棘層で最初に発見された構造であるデスモソーム（ビッツォゼロのノード）の同定が含まれる 。